# Wurzelecht
Eine Pflanze nennt man wurzelecht, wenn die Wurzel und der oberirdische Trieb die gleiche Erbinformation (DNA) haben, also von derselben Sorte sind, im Unterschied zu veredelten Pflanzen wie Pfröpflingen. Im Weinbau wird dies als Direktträger bezeichnet.
Bei wurzelechten Pflanzen ist es unerheblich, ob sie aus Stecklingen, Absenkern oder ähnlichem entstanden sind (Vegetative Vermehrung) oder aus einem Samen (Generative Vermehrung).

## Vorteile und Nachteile wurzelechter Pflanzen

### Vorteile
- Genetische Einheitlichkeit: Da keine Veredelung auf eine andere Unterlage erfolgt, bleibt die genetische Identität der Pflanze erhalten.
- Lebensdauer: In einigen Fällen können wurzelechte Pflanzen langlebiger sein als veredelte Pflanzen, insbesondere wenn die Veredelungsstelle anfällig für Krankheiten oder mechanische Schäden ist.
- Regeneration: Wurzelechte Pflanzen können bei oberirdischem Schaden oft wieder austreiben, da sie aus ihrer eigenen Wurzel regenerieren können.
- Unverträglichkeit: Bei Veredelungen kann es zu Inkompatibilitäten zwischen Unterlage und Edelreis kommen. Dies entfällt bei wurzelechten Pflanzen.

### Nachteile
- Anfälligkeit für Bodenschädlinge: Viele Pflanzen werden veredelt, um sie resistenter gegen bodenbürtige Schädlinge wie die Reblaus oder Nematoden zu machen. Wurzelechte Pflanzen können daher anfälliger sein.
- Weniger Standortanpassung: Veredelte Pflanzen profitieren oft von den Eigenschaften der Unterlage, die z. B. bessere Trockenheitsresistenz oder Salzverträglichkeit bieten kann.
- Geringere Wuchskraft: In einigen Fällen kann eine geeignete Unterlage das Wachstum und die Fruchtbildung positiv beeinflussen, was bei wurzelechten Pflanzen entfällt.